# Sérgio Dutra Santos
Sérgio Dutra Santos, conegut amb el sobrenom d'Escadinha, (Diamante do Norte, Londrina, Paraná, Brasil, 15 d'octubre de 1975) és un jugador de voleibol brasiler, que juga en la posició de líbero.
Va debutar al club E.C. Palmeiras de São Paulo, l'any 1989. Va fer el seu debut internacional al Campionat de la Lliga Mundial a Grècia l'any 2001.
Des de la seva incorporació a les competicions internacionals ha demostrat ser un dels millors líberos de voleibol del món per la seva rapidesa i agilitat en les recepcions.
Va participar amb la selecció brasilera als Jocs Olímpics d'Atenes 2004 amb qui va guanyar la medalla d'or. En els Jocs Olímpics d'Estiu de 2008 realitzats a Pequín (Xina) aconseguí guanyar la medalla de plata, un metall que revalidà en els Jocs Olímpics d'Estiu de 2012 celebrats a Londres (Regne Unit).